# ロックンロール・オールナイト
「ロックンロール・オールナイト」 (英語: Rock and Roll All Nite) は、アメリカ合衆国のロックバンド、キッスの楽曲。1975年3月19日にリリースされた3枚目のスタジオ・アルバム『地獄への接吻』の収録曲。同年4月にシングル・カットされた。さらに翌年発表されたライヴ・アルバム『地獄の狂獣 キッス・ライヴ』に収録されたライヴ・バージョンが大ヒットした。
キッスの象徴ともいえる代表曲で、コンサートのほとんどを締めくくってきた。
2008年、VH1が選んだ「最も偉大なハードロック・ソング」の16位に選出。

## 解説
1974年10月、2枚目のアルバム『地獄のさけび』の発表に合わせて始まった"Hotter Than Hell Tour"でロサンゼルスに滞在中、ジーン・シモンズとポール・スタンレーによって書かれた。本曲はスレイドの「クレイジー・ママ」にインスパイアされ、スタンレーがコーラス部分、シモンズがヴァース部分を書き、未完成のままお蔵入りした曲"Drive Me Wild"からパーツを流用して完成させた。
同ツアーが1975年2月に終了すると、カサブランカ・レコードの社長ニール・ボガートはメンバーに対し、チャートアクションで苦戦する『地獄のさけび』に代わる新作を速やかにレコーディングするよう要請した。彼はキッスには「ロックンロール賛歌」のようなレパートリーが必要だと考えていた。
メンバーとボガートは、コーラス部分のレコーディングの際、キッスのロードクルー、居合わせたスタジオ・ミュージシャン、ピーター・クリスの妻など大人数のエキストラを連れ込み、歌と手拍子で曲を盛り上げさせた。ロード・クルーの何人かはジャケットのジッパーを上げ下げして効果音にした。
1975年3月19日、本曲を収録した3枚目のアルバム『地獄への接吻』が発表された。

## パーソネル
- ジーン・シモンズ - リード・ヴォーカル、ベース
- エース・フレーリー - ギター、コーラス
- ポール・スタンレー - リズム・ギター、コーラス
- ピーター・クリス - ドラムス

## チャート・アクション
1975年4月2日、同じく『地獄への接吻』の収録曲「ゲッタウェイ」をB面収録曲にしてシングル・カットされ、ビルボードシングルチャートにおいてそれまでの自己最高であった「キッシン・タイム」の79位を抜いて57位まで上がった。

## ライヴでの演奏
『地獄への接吻』の発表に合わせて1975年3月に始まった"Dressed to Kill Tour"ではアンコールに演奏された。同年10月に発表されたライヴ・アルバム『地獄の狂獣 キッス・ライヴ』からシングル・カットされたライヴ・バージョンが12位まで上昇し、キッスがヒットチャートのTop20に送り込んだ初のシングルとなった。
『地獄の狂獣 キッス・ライヴ』の発表に合わせて1975年9月に始まった"Alive! Tour"の途中から、本曲の最後にスタンレーがギターを破壊するようになった。
1980年代に始まったノーメイク時代にも本編の最後やアンコールに演奏され、『アライヴ3』（1993年）にも収録されている。1996年には『キッス・アンプラグド』からシングル・カットされたアコースティック・ライヴ・バージョンがビルボードのメインストリーム・チャート（Hot Mainstream Rock Tracks）で13位まで上昇した。
2002年ソルトレークシティオリンピックの閉会式では、エース・フレーリーが脱退する前の最後の演奏として披露された。

### オリジナルとの違い
- オリジナルにはギター・ソロはないが、"Dressed to Kill Tour"からは16小節にわたるギター・ソロが挿入されるようになった[注釈 2]。
- オリジナルのエンディングはフェイド・アウト処理されているが、"Dressed to Kill Tour"からは多くの場合、シングルB面に収録された「ゲッタウェイ」のエンディング部分のフレーズをつなげて曲を終わらせる。
- オリジナルと『地獄の狂獣』ではイントロはドラムのフロアの連打からスタートするが、『アライヴ3』ではハイハットのカウントからスタートする。
- オリジナルと『地獄の狂獣』ともサビは4回繰り返し×3であるのに対し、『アライヴ3』では1回目のサビは2回繰り返すだけですぐ2コーラス目に入るため、1回目のサビにはドラムのビートだけをバックにした部分がない。

## 収録アルバム
- 『地獄への接吻』 - オリジナル
- 『地獄の狂獣 キッス・ライヴ』 - ライヴ
- 『ダブル・プラチナム』 - オリジナル
- 『キッス・キラーズ』 - ライヴ
- 『グレイテスト・キッス』 - オリジナル（リミックス）
- 『アライヴ3』 - ライヴ
- 『キッス・アンプラグド』 - Kiss Unplugged – ライヴ（アコースティック・ヴァージョン）
- You Wanted the Best, You Got the Best!! - ライヴ
- 『グレイテストKISS』 - ライヴ
- The Box Set - オリジナル&ライヴ
- The Very Best of Kiss - ライヴ
- 『アライヴIV~地獄の交響曲』 - ライヴ（メルボルン交響楽団との共演）
- The Best of Kiss: The Millennium Collection - ライヴ
- 『KISS・ゴールド』 - ライヴ
- Kiss Chronicles - オリジナル
- Kiss Alive! 1975-2000 box set - ライヴ（シングル・エディット・ヴァージョン）
- Kiss Alive 35
- 『地獄烈伝 〜ニュー・レコーディング・ベスト〜』 - ニュー・レコーディング
- ライヴ・バージョンのギター・ソロとコーラス部分が、アルバム『地獄の軍団』（1976年）に収録された「デトロイト・ロック・シティ（Detroit Rock City）」の冒頭のドライブの音声箇所で使用された[注釈 3]。

## カバー・バージョン
- ポイズン - 『映画「Less Than Zero」サウンドトラック』（1987年）収録
- トード・ザ・ウェット・スプロケット - 『トリビュート -KISS MY ASS-』（1994年）収録
- ザ・サマー・セット - Punk Goes Classic Rock（2010年）収録